# Commidendrum spurium
Commidendrum spurium (Engels: false gumwood) is een plantensoort uit de composietenfamilie (Asteraceae). De soort is endemisch op Sint-Helena. De boom groeit in bossen op rotsachtig terrein, in gebieden tussen de 650 en 750 meter hoogte. De soort staat op de Rode Lijst van de IUCN geklasseerd als 'kritiek'.